# Sean Colson
Sean Tyree Colson (ur. 1 lipca 1975 w Filadelfii) – amerykański koszykarz występujący na pozycji rozgrywającego.

## Osiągnięcia
NCAA
- Uczestnik II rundy turnieju NCAA (1997, 1998)
- Zaliczony do I składu konferencji USA (1998)
- Lider konferencji USA w[1]:
  - asystach (1997, 1998)
  - skuteczności rzutów wolnych (1998)

Drużynowe
- Mistrz USBL (2000)

Indywidualne
- MVP USBL (2000)
- Zaliczony do:
  - I składu:
    - USBL (2000)
    - CBA (2002)
- Uczestnik meczu gwiazd francuskiej ligi LNB Pro A (2007)
- Lider
  - strzelców:
    - USBL (2000)
    - CBA (2002)
    - ligi francuskiej (2008)

  - w asystach:
    - USBL (2000)
    - CBA (2002)
    - PLK (2003)[2]
    - ligi francuskiej (2008)

  - CBA w rzutach wolnych (1999)